# Beth Rodergas
Elisabeth Rodergas i Cols (ofta omskriven om Beth Rodergas), född 23 december 1981 i Súria, är en katalansk (spansk) sångare och skådespelerska. Under artistnamnet Beth har hon givit ut ett antal musikalbum med sång på spanska, engelska och katalanska.

## Biografi

### Tidiga år, tidig musikkarriär
Berth Rodergas föddes 1981 i orten Súria i den spanska regionen Katalonien.
Hon blev känd i Spanien via sin medverkan i den andra säsongen av den TV-sända talangtävlingen Operación Triunfo, där hon slutade på tredje plats. Denna den andra upplagan av tävlingen lockade 80 sökande, och Beths deltagande i tävlingen gav stor uppmärksamhet.
Därefter röstades hon fram till att representera Spanien i 2003 års upplaga av Eurovision Song Contest. I ESC framförde hon låten "Dime" ('Säg mig') och hamnade på åttonde plats. Beth, som skriver egen musik, hade inte fått välja låten själv, men i Spanien nådde "Dime" stora framgångar. I samband med och efter hennes ESC-framträdande lanserades hon som musikartist i Spanien, och hennes debutalbum Otra realidad nådde första plats på den spanska försäljningslistan med en sammanlagd försäljning på 200 000 exemplar (dubbel platina).

### Engelsk fortsättning, andra roller
På de kommande albumen övergick hon alltmer till att sjunga på engelska. På 2004 års konsertalbum Beth Palau de la Música Catalana var två låtar med sång på katalanska, sju låtar på spanska och tolv på engelska. Efter 2004 års skiva flyttade Beth för ett halvår till Storbritannien, både för att studera musikvetenskap och för att få slippa det spanska idolskapet.
Efter hemkomsten från Storbritannien spelade Beth in My Own Way Home. Detta hennes tredje album var nästan helt och hållet med engelsk text. Denna gång var försäljningen mer blygsam, och albumet gick in på plats 57 på den spanska albumlistan.
Därefter har Beth synts i ett drygt tiotal teateruppsättningar, inklusive 2007 års uppsättning av Tirant lo Blanc, La Dona Vinguda del Future och Blank (det sistnämnda från 2017). Hon har även arbetat som skådespelare i TV-serien Lalola (2008) och i långfilmen Xtrems, samt verkat som programpresentatör för region-TV-kanalen TV3.

### Musik på katalanska, aktivism
På senare år har Beth i första hand sjungit på regionspråket katalanska. Hon har vid flera tillfällen deltagit i konserter med den katalanska rockgruppen Gossos, särskilt på låten "No és nou" ('Det är inget nytt'; första gången cirka 2006/2007). År 2010 släpptes Beths första album med sång helt på katalanska, betitlat Segueix-me el fil ('Räck mig tråden'). Även 2013 års Família (hennes till dags dato senaste musikalbum) har katalansk sång. Båda låtarna har i första sånger komponerade av Beth själv.
Beth syns fortfarande i olika konsertsammanhang, bland annat i samband med pro-katalanska evenemang. Hon deltog redan 2003 i den första pro-katalanska konserten, och senast i december 2017 var hon del av den stora välgörenhetsgalan på Estadi Olímpic Lluís Companys till förmån för fängslade katalanska politiker. Beth sympatiserar med kampen för Kataloniens självbestämmande men ställer sig vid sidan av senare års separatistiska strömningar.
2019 deltog Beth Rodergas i det årligen återkommande katalanska musikal- och körprojektet Cantània.
Våren 2021 återkom hon som skivartist, efter åtta års frånvaro. Det skedde via Origen ('Ursprung'), ett album med endast tre av 13 låtar på katalanska. Med två låtar på engelska och resten på spanska var detta mer en fortsättning på hennes tidiga karriär, och låtarna var också i de flesta fall äldre kompositioner.

### Privatliv, andra aktiviteter
Beth Rodergas är mor till en dotter och en son, födda 2012 respektive 2016. Fadern är Joan Boix March, verksam inom transportbranschen.
I samband med sitt moderskap och föräldraledighet inledde Beth Rodergas en verksamhet som klädskapare i egen regi. Hon har bland annat skapat barnmodekollektionen "Little Lia", med namn efter dottern Lía. Det hemnära temat var närvarande redan i samband med Beths två katalanskspråkiga album, i svensk översättning betitlade som 'Räck mig tråden' och 'Familj'. 

## Diskografi (album)
- 2003 – Otra realidad (Vale Music/Universal)
- 2004 – Beth Palau de la Música Catalana (konsertalbum; Universal Music Spain)
- 2006 – My Own Way Home (Warner Music Spain)
- 2010 – Segueix-me el fili (Música Global)
- 2013 – Família (Música Global)
- 2021 – Origen (U98 Music)